# Fern Sutherland
Fern Sutherland (* 1987 in New Plymouth, Neuseeland) ist eine neuseeländische Schauspielerin. Sie ist durch ihre Rolle der Detective Constable Kristin Sims in der Serie Brokenwood – Mord in Neuseeland bekannt.

## Werdegang
Sutherland wurde im ländlichen Neuseeland geboren und wuchs in New Plymouth mit ihrer Schwester auf. Sie spielte von 2008 bis 2013 vor allem in Auckland Theater auf mehreren Bühnen wie dem Silo Theatre und dem Herald Theatre. Im Jahr 2007 trat Sutherland in dem Kurzfilm Trash des Regisseurs John Callen als „Poppy“ auf. 2010 hatte sie eine Episodenrolle in der Serie Go Girls. Hauptrollen hatte sie von 2011 bis 2013 in der Serie The Almighty Johnsons als Dawn sowie ab 2014 in Brokenwood.
Sutherland hat Grundkenntnisse in Spanisch und lebt in Kanada. Zuvor lebte sie in Sydney.

## Filmografie
- seit 2014 Brokenwood – Mord in Neuseeland
- 2024: The Mountain
- 2024: A Mistake